# Manatí (Porto Rico)
Manatí è una città di Porto Rico, situata sulla costa settentrionale dell'isola. L'area comunale confina a ovest con Vega Baja, a sud con Morovis e Ciales e a ovest con Florida e Barceloneta. È bagnata a nord dalle acque dell'oceano Atlantico. Il comune, che fu fondato nel 1738, oggi conta una popolazione di oltre 45 000 abitanti ed è suddiviso in 9 circoscrizioni (barrios).